# Sozialtechnologie
Sozialtechnologie bezeichnet die Verwendung soziologischen Wissens, um geplante Veränderungen der Gesellschaft herbeizuführen. Der Begriff ist nicht scharf definiert und wird teilweise synonym für Social Engineering verwendet. Sowohl staatliche als auch private Akteure können Sozialtechnologie anwenden.
Beispiele für Sozialtechnologie sind 
- Marktforschung
- Quotenfernsehen
- Wahlforschung

Von Soziologen oder Sozialphilosophen wird der Begriff oft negativ verwendet, wie z. B. von Jürgen Habermas, der damit gegen die Systemtheorie Luhmanns polemisiert.